# Alarik Uggla
Knut Alarik Uggla, född 18 april 1860 i Helsingfors, död 31 augusti 1908 i Helsingfors, var en finländsk operasångare (baryton).
Åren 1904–1906 samt 1908 gjorde Uggla 29 skivinspelningar med både svenska och finska sånger. En av dessa gjordes tillsammans med sångerskan Agnes Poschner. Till en del inspelningar verkade Oskar Merikanto som pianist. Han verkade under ett antal år som sånglärare i Svenska normallyceum och Svenska reallyceum. Han var dock främst känd för sin insats som ledare för ett flertal amatörkörer; han bar även huvudansvaret för Svenska folkskolans vänners musikfest i Helsingfors 1907.